# Brian Boru
Brian Boru, irski plemič, * 941, Kincora, Killaloe, grofija Clare, Munster, † 23. april 1014, Clontarf, Dublin, Leinster.
Brian Boru (starejša irščina Brian Bóruma mac Cennétig, srednja irščina Brian Bóruma, sodobna irščina Brian Bóramha) je bil irski kralj, ki je končal dominacijo Visokega kraljestva Irske z Uí Néillumom. Na podlagi dosežkov svojega očeta, Cennétig mac Lorcaina in še posebej njegovega starejšega brata Mathgamaina, se je Brian najprej postavil za kralja Münsterja, nato podredil Leinster in sčasoma postal kralj Irske (med letoma 1002 in 1014). Bil je ustanovitelj dinastije O'Brien.